# منتخب اليونان لهوكي الجليد
منتخب اليونان الوطني لهوكي الجليد (باليونانية: Εθνική Ελλάδας)‏ هو ممثل اليونان الرسمي في المنافسات الدولية في هوكي الجليد .